# Paspanga (Zoungou)
Pour les articles homonymes, voir Paspanga.
Paspanga est une commune rurale située dans le département de Zoungou de la province du Ganzourgou dans la région Plateau-Central au Burkina Faso.

## Géographie
Paspanga est situé à environ 7 km au sud-est de Zoungou, le chef-lieu du département, et à 5 km à l'ouest de Naftenga et de la route nationale 16.

## Santé et éducation
Paspanga accueille un centre de santé et de promotion sociale (CSPS) tandis que le centre médical avec antenne chirurgicale (CMA) se trouve à Zorgho.